# Nonancourt
Nonancourt település Franciaországban, Eure megyében. Lakosainak száma 2300 fő (2022. január 1.). Nonancourt Droisy, La Madeleine-de-Nonancourt, Saint-Lubin-des-Joncherets és Dampierre-sur-Avre községekkel határos.

## Népesség
A település népességének változása:
| Lakosok száma | 1688 | 1752 | 2184 | 2154 | 2310 | 2283 | 2282 | 2275 | 2260 | 2300 |
|               | 1968 | 1982 | 1990 | 2006 | 2013 | 2015 | 2017 | 2019 | 2020 | 2022 |